# Nombre dual
En morfologia lingüística el nombre dual (o simplement dual), és una de les possibles formes del nombre gramatical, que expressa la quantitat 2. És un tret gramatical propi de les llengües flexives; contrasta gairebé sempre amb el singular i el plural, i de vegades amb altres variants com el trial. Semànticament fa referència o bé a dos elements en general (p.e.:designa a dos individus), o bé a un parell d'elements, dues entitats que constitueixen una parella natural (els ulls, les mans …), cultural ("ambdues deesses") o circumstancial ("ambdós anaven de la mà"). Per fer coherents les oracions en què es fa servir, en algunes llengües el dual pot afectar la flexió de substantius, pronoms, adjectius i/o verbs, segons les regles de cada llengua. El dual està present per exemple en les llengües Khoisan.

## Orígens
El nombre dual existia en protoindoeuropeu, i es va conservar en alguns dels idiomes indoeuropeus ara extints com el sànscrit, el grec antic i la llengua gòtica entre d'altres. Encara es pot trobar en algunes llengües indoeuropees modernes com el frisó, el chakavià (dialecte croata), l'eslovè i el serbi . Hi ha alguns altres exemples moderns que mostren traces residuals del nombre dual, com la distinció entre ambdós i tots, o, en anglès entre either (un dels dos) i any (algun) o neither (cap dels dos) i none (cap) etc.
Moltes llengües semítiques també posseeixen un nombre dual. Per exemple, en àrab estàndard tots els noms poden declinar-se en singular, plural o dual. També ho mantenen l'eslovè, el sòrab etc., encara que en certes llengües només s'aplica en coses que naturalment són parells, com les mans o els ulls: per exemple, en bretó, l'lagad ("l'ull", singular), an daoulagad ("els [2] ulls [d'una persona, mamífer, amfibi, peix, au o rèptil]", dual) i lagadoù ("ulls" [taques de greix formades sobre un líquid], plural) o skouarn ("orella ", singular), an skouarn o an divskouarn (" les [2] orelles [d'una persona] ", dual) i skouarnoù (" nanses d'un càntir ", plural).

## Característiques comparatives
La categoria dual es pot reconstruir per als proto-indoeuropeus, avantpassats de totes les llengües indoeuropees, i s'ha conservat com una categoria plenament funcional en les primeres llengües fecundades. La millor evidència per al dual entre les antigues llengües indoeuropees es pot trobar al vell indo-iranià (sànscrit védic i avestan), el grec homèric i La llengua eslava antiga, on el seu ús era obligatori per a totes les categories flexibles incloent verbs, substantius, adjectius, pronoms i alguns números. També es poden trobar diverses empremtes de Nombre dual en el gòtic i el vell irlandès, i en alguns termes fossilitzats en llatí.
Moltes llengües fan distinció entre el singular i el plural. En altres idiomes apart d'aquests dos casos, hi ha una forma de dual que és usada, exactament, quan es fa esment de dues persones. En alguns d'ells el seu ús està exigit per la gramàtica, i el plural només s'usa per esmentar grups de més de dues persones o objectes. La categoria de dualitat proto-indoeuropea no només designava dues unitats d'alguna cosa: també es podia utilitzar com a marcador associatiu, l'anomenat dual el·líptic.
No obstant això, en altres llengües l'ús del dual és opcional, com en diversos dels moderns dialectes de l'àrab, per exemple, en l'àrab egipci. En altres idiomes, com l' hebreu, només s'usa per a espais de temps (dies, setmanes …), algunes paraules de mesura i de paraules que naturalment són una parella, però no s'usa per referir-se a més de dos excepte en retòrica : els ulls, les orelles ... en eslovè, el seu ús és obligatori, excepte en noms que són parelles naturals com els pantalons o els ulls, en aquest cas es pot fer servir el plural. A causa de l'escassetat d'evidències, la reconstrucció de les terminacions duals per als proto-indoeuropeus és difícil, però almenys formalment, d'acord amb el mètode comparatiu, es pot comprovar que no més de tres terminacions duals es poden reconstruir per a la inflexió nominal.
Encara que relativament poques llengües tenen la forma de nombre dual i la majoria no tenen nombre o només singular i plural, l'ús de paraules diferents per grups de dos, o grups de més de dos no és rara. Un exemple és la paraula «ambdós» en català o en el idioma japonès, que no té nombre gramatical, també existeixen les paraules dochira (quin dels dos) i dore (quin de tots) etc.

## Llengües amb el nombre dual
El dual s'oposa a diferents nombres segons la llengua que es tracti. Així, pot ser el contrari de singular, però també el del plural, nul (zero elements) o paucal (pocs elements, essent però el plural per a molts elements). Moltes llengües semítiques també tenen un nombre dual. Per exemple, en àrab, ان-ñ, s'afegeix al final de qualsevol nom per a indicar que és dual (independentment de com s'estigui formant el plural). També està present en aquelles llengües Khoisan que tenen una rica morfologia inflexional, particularment les llengües Khoe.
Alguns dels idiomes que tenen el nombre dual són
- tagal
- cebuà
- maori
- grec antic
- avèstic
- irlandès antic
- sànscrit
- eslovè
- accadi
- maltès
- inuktitut
- sami septentrional
- egipci

## Ús en llengües modernes
Entre les llengües modernes, l'àrab estàndard modern exigeix l'ús del nombre dual marcat en noms, verbs, adjectius i pronoms (la primera persona de les formes de dual no existeixen, es pot comparar aquesta manca amb la de la tercera persona del dual amb les llengües del germànic antic). Molts dels dialectes àrabs parlats tenen una marca de dual per noms (i només per a noms), però el seu ús no és obligatori. De qualsevol manera, en l'accadi existia un nombre dual, encara que el seu ús estava restringit a formes determinades com "les dues mans", "els ulls" o "els braços". El dual en l'hebreu està també atrofiat, i generalment només s'utilitza per al temps, pels números i les parelles.